# Österreichische Alpine Skimeisterschaften 1949
Die Alpinbewerbe der Österreichischen Skimeisterschaften 1949 fanden am 10. und 11. Februar in Villach statt.
Zugleich wurden auch die Meister in den nordischen Disziplinen gekürt. Für die Ergebnisse in den nordischen Bewerben siehe die Seite Österreichische Ski-Meisterschaften 1949.

## Herren

### Abfahrt
| Platz | Name             | Zeit       |
| ----- | ---------------- | ---------- |
| 1     | Egon Schöpf      | 3:21,4 min |
| 2     | Hans Nogler      | -          |
| 3     | Engelbert Haider | -          |
|       | Sepp Bründlinger | -          |

Datum: 10. Februar 1949

Ort: Villach

Streckenlänge: 3200 m

### Slalom
| Platz | Name           | Zeit       |
| ----- | -------------- | ---------- |
| 1     | Egon Schöpf    | 1:36,2 min |
| 2     | Rudi Moser     | -          |
| 3     | Hans Derkogner | -          |

Datum: 11. Februar 1949

Ort: Villach

### Kombination
Die Kombination setzt sich aus den Ergebnissen von Slalom und Abfahrt zusammen.
| Platz | Name             | Punkte |
| ----- | ---------------- | ------ |
| 1     | Egon Schöpf      | 0,00   |
| 2     | Hans Nogler      | 2,17   |
| 3     | Engelbert Haider | 3,94   |

## Damen

### Abfahrt
| Platz | Name                    | Zeit       |
| ----- | ----------------------- | ---------- |
| 1     | Resi Hammerer           | 2:32,4 min |
| 2     | Anneliese Schuh-Proxauf | -          |
| 3     | Sophie Nogler           | -          |

Datum: 10. Februar 1949

Ort: Villach

### Slalom
| Platz | Name                     | Zeit |
| ----- | ------------------------ | ---- |
| 1     | Resi Hammerer            | -    |
|       | Anneliese Schuh-Proxauf  | -    |
| 3     | Rosemarie Gebler-Proxauf | -    |

Datum: 11. Februar 1949

Ort: Villach

### Kombination
Die Kombination setzt sich aus den Ergebnissen von Slalom und Abfahrt zusammen.
| Platz | Name                     | Punkte |
| ----- | ------------------------ | ------ |
| 1     | Resi Hammerer            | 00,00  |
| 2     | Anneliese Schuh-Proxauf  | 04,30  |
| 3     | Rosemarie Gebler-Proxauf | 14,24  |